# جيم بلير
جيم بلير (بالإنجليزية: Jim Blair)‏ (13 يناير 1947 في المملكة المتحدة - 6 أبريل 2011 في بلجيكا) هو لاعب كرة قدم بريطاني في مركز الهجوم. لعب مع كيه في ميخيلين ونادي سانت ميرين ونادي هيبرنيان ونورويتش سيتي.

## وصلات خارجية
- جيم بلير على موقع قاعدة بيانات كرة القدم.إي يو (الإنجليزية)